# Disperse Red 90
Disperse Red 90 ist ein Monoazofarbstoff aus der Gruppe der Dispersionsfarbstoffe. 

## Synthese
Die Herstellung von Disperse Red 90 erfolgt durch Diazotierung von 2-Amino-5-nitrobenzonitril und Kupplung der Diazoniumverbindung auf N-(2-Cyanethyl)-N-phenyl-β-alanin.

## Eigenschaften
Als Dispersionsfarbstoff ist er nichtionisch und schwer wasserlöslich, sodass für die Anwendung Dispergiermittel erforderlich sind. Die Fixierung des Farbstoffs erfolgt unter schwach sauren pH-Bedingungen, für den Einsatz bei einem pH-Wert > 6 ist er nicht geeignet.

## Verwendung
Disperse Red 90 wird in der Textilindustrie häufig zum Färben von Polyester und anderen hydrophoben Fasern sowie Kunststoffen und nichtlinearen optischen Materialien verwendet.
Der Einsatz von Disperse Red 90 als farbgebende Komponente in Tonern wurde patentiert.

## Externe Links zu erwähnten Verbindungen
1. ↑  Externe Identifikatoren von bzw. Datenbank-Links zu 2-Amino-5-nitrobenzonitril:  CAS-Nr.: 17420-30-3, EG-Nr.: 241-446-8, ECHA-InfoCard: 100.037.663, GESTIS: 23450, PubChem: 28532, ChemSpider: 26545, Wikidata: Q27289170.